# Понорница Карајића потока
Понорница Карајића потока се налази у средишњем делу планине Таре, југозападно од Митровца, у оквиру НП Тара, на територији општине Бајина Башта. 
Површински припада сливу Коњске реке тј. Белог Рзава. Понор се налази на 1.223 м.н.в. на контакту стена дијабаз-рожњачке формације и горњотријанских кречњака. Воде које се површински дренирају у једном делу Љутог поља површински отичу периодичним током дугим око једног километра до контакта са кречњацима, где пониру. Низводно од понора је очувана сува долина, која се пружа ка долини Кољске реке. У понору се губе и воде из Карајића баре током плувијалног максимума.